# Ivo il tardivo
Ivo il tardivo è un film del 1995 diretto da Alessandro Benvenuti.

## Trama
Ivo è un malato mentale che vive in un cascinale isolato nel paese di Castelnuovo dei Sabbioni. Egli stesso lo ha decorato prendendo rebus, cruciverba ed altri dettagli dalle riviste di enigmistica. Un giorno trova in fondo ad una cava una coppietta che si è appena suicidata con i gas di scarico dell'auto. Mentre è alla ricerca di qualcuno che possa soccorrerli incontra Sara, la quale s'intenerisce per la condizione di Ivo e, dopo averlo conosciuto meglio, lo convince ad entrare in una comunità (il "Gruppo-Appartamento") che ospita malati psichiatrici. Dopo breve tempo Ivo, coinvolto ingiustamente nel furto di un orologio, fugge e ritorna nel casale dove viveva. Quando Sara va a cercarlo scopre i meravigliosi lavori di decoro eseguiti da Ivo e trasforma la casa in un'esposizione artistica.

## Riconoscimenti
- Ciak d'oro
  - 1996 - Migliore colonna sonora a Patrizio Fariselli[1]